# Jochen Fraatz
Jochen „Scholle“ Fraatz (* 14. Mai 1963 in Cuxhaven) ist ein ehemaliger deutscher Handballspieler.

## Karriere
Seine Spielposition war Linksaußen. Er spielte in seiner aktiven Laufbahn bei TUSEM Essen, der HSG Nordhorn und dem TBV Lemgo. Insgesamt erzielte er in 441 Bundesligaspielen 2660 Tore, womit er die drittmeisten Tore in der Bundesligageschichte erzielte. In der DHB-Nationalmannschaft traf er in 187 Spielen 818 Mal ins gegnerische Tor (davon 166 Siebenmeter). Am 29. Juni 1983 hatte er in Kragujevac gegen Rumänien sein erstes Länderspiel. Im Finale der Olympischen Sommerspiele 1984 in Los Angeles  gegen Jugoslawien war Fraatz mit acht Toren bester Werfer des Teams von Bundestrainer Simon Schobel. Das Spiel ging mit 17:18 verloren und die deutsche Olympiahandballnationalmannschaft musste sich mit dem Gewinn der Silbermedaille zufriedengeben. Für den Gewinn dieser Medaille erhielt die Mannschaft – also auch Fraatz – vom Bundespräsidenten das Silberne Lorbeerblatt.

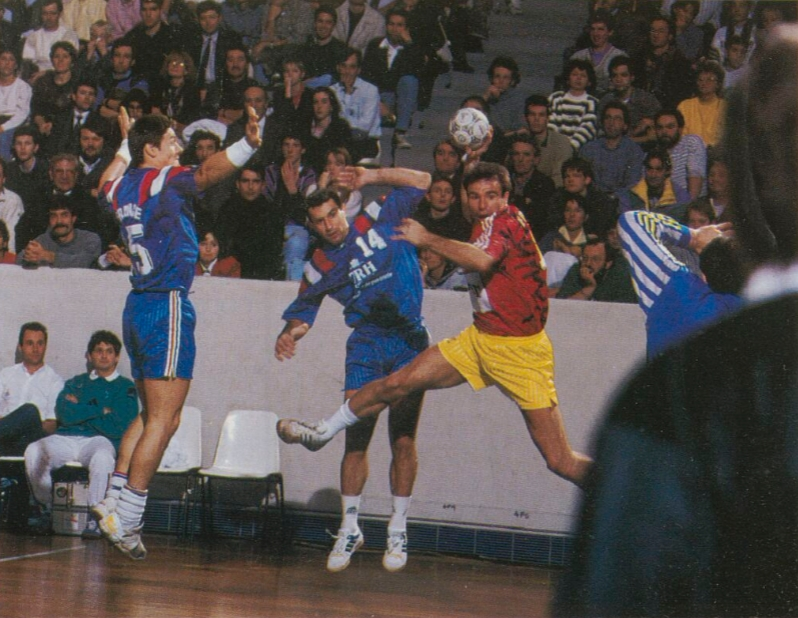
Jochen Fraatz im Spiel einer Weltauswahl gegen Frankreich im Jahr 1992.

Als in einem Bundesligaspiel in der Saison 1986/87 gegen den VfL Gummersbach alle Torhüter des TUSEM Essen nicht einsatzfähig waren, stand Fraatz für 58 Minuten im Tor des TUSEM. In der Saison 1992/93 zog er sich eine schwere Verletzung zu und fiel mit einem Kreuzbandriss mehrere Monate aus. Mit einem All-Star-Game in Münster am 30. Mai 2001 beendete er seine aktive Karriere. Er wurde mit dem „Handball-Oscar“ ausgezeichnet.
Ein Comeback feierte er mit dem TBV Lemgo, bei dem er wegen Verletzungsproblemen zum Saisonende 2001/02 aushalf. Danach beendete er endgültig seine aktive Laufbahn. Anschließend engagierte er sich als Trainer im Jugendbereich bei der HSG Nordhorn und war dort Co-Trainer der 1. Herrenmannschaft. Einen 60-Minuten-Einsatz hatte er am 9. Mai 2009 für den DSC Wanne-Eickel im Abstiegsduell der Bezirksliga bei der HSG Rauxel/Schwerin. In diesem Spiel war er maßgeblich daran beteiligt, dass der DSC Wanne-Eickel das Spiel gewinnen konnte und sich so am letzten Spieltag den Klassenerhalt sichern konnte.
2004 half Fraatz in den beiden Relegationsspielen des SV Post Schwerin gegen Kronau/Östringen aus und schaffte mit 41 Jahren noch den Aufstieg in die 1. Bundesliga. Er warf in den beiden Spielen insgesamt 5 Tore.

## Privat
Den Spitznamen „Scholle“ bekam er vom früheren Bundestrainer Horst Bredemeier, da Fraatz in Cuxhaven geboren wurde. Fraatz ist Sparkassen-Betriebswirt und seit 1993 mit Katja verheiratet, mit der er zwei Söhne hat. Sein Sohn Yannick spielt ebenfalls Handball. 2013 wurde bei Jochen Fraatz Multiple Sklerose diagnostiziert.

## Rezeption
Für seinen ehemaligen Trainer Petre Ivănescu war der Tempogegenstoß-Spezialist „einer der begabtesten Handballer der Welt“. In der Abwehr unterstellte ihm der damalige Bundestrainer Horst Bredemeier allerdings ein gewisses Phlegma, wenngleich er ihn in seiner Vorwärtsbewegung als einen der gefährlichsten Bundesligaspieler einstufte. Simon Schobel sagte: „So einer wie Scholle wird nur alle hundert Jahre geboren“.

## Erfolge
- Deutscher Meister (1986, 1987, 1989)
- DHB-Pokalsieger (1988, 1991, 1992, 2002)
- EC-Finale der Landesmeister 1988
- Europapokalsieger der Pokalsieger (1989)
- Euro-City-Cup (1994)
- Silbermedaille bei den Olympischen Spielen 1984
- Bundesliga-Torschützenkönig (1991 mit 207 Toren und 1992 mit 212 Toren, jeweils in der Nordstaffel)
- als Co-Trainer EHF-Pokal 2008